# Centre d'études et de recherches sur les qualifications
 (septembre 2016).
 (septembre 2016).
Le Centre d'études et de recherches sur les qualifications (Céreq) est un établissement public français à caractère administratif de référence créé en 1971 qui réalise des études dans les domaines du marché du travail, des qualifications et de la formation professionnelle. Son siège est à Marseille. Son directeur général depuis le 11 avril 2024 est Jean-François Giret .

## Histoire
Créé en 1971 au sein de l'Office national d'information sur les enseignements et les professions (ONISEP) par le titre III du décret no 70-239 du 19 mars 1970, le centre d’études et de recherches sur les qualifications est un organisme public dont les travaux sont destinés aux acteurs de la formation, du travail et de l’emploi.
Établissement public autonome placé sous la double tutelle des ministères chargés de l’éducation et du travail, le Céreq s'interroge sur les questions liées au rôle de la formation initiale et continue dans les parcours professionnels, à l’insertion professionnelle des jeunes, à l’évolution des métiers, du travail, des compétences et des certifications.

## Missions
Le Céreq a pour objectif de développer la connaissance des liens entre formations, travail et emploi ainsi que d'accompagner les acteurs de la formation et du travail en les outillant dans la mise en place de dispositifs d'évaluation ou d'observation. Pour cela trois thèmes d'études principaux sont abordés en combinant plusieurs approches méthodologiques: la transition de l'école à l'emploi, la formation tout au long de la vie et l'évolution des métiers.
Selon le Code de l'Éducation (Section 3, articles D313-37 à D313-58), les missions du Céreq sont :
"1/ de procéder aux études et recherches sur la qualification de la population et les conditions de son acquisition par la formation initiale et continue et l’exercice d’une activité professionnelle, sur l’évolution des qualifications liée aux transformations des technologies, de l’organisation du travail et de l’emploi ainsi que sur les conditions d’accès aux emplois et les conditions de la mobilité professionnelle et sociale, en fonction de la formation reçue et de la gestion de la main-d’œuvre par les entreprises.
2/ de formuler des avis et des propositions sur les conséquences susceptibles d’être tirées des études et recherches précédentes dans la détermination des choix en matière de politiques de formation et d’enseignement. Le Centre effectue lui-même les études et recherches définies dans le cadre d’orientations à moyen terme et appuyées sur le développement de plusieurs disciplines".

## Activités
Le Céreq s'interroge sur les conditions de l'acquisition des compétences par la formation initiale et continue, par l'exercice d'une activité professionnelle. Les recherches de cet organisme public se tourne également autour des conditions d'accès aux emplois, des conditions de la mobilité professionnelle et sociale, de l'évolution des qualifications liées aux transformations des technologies et de l'organisation du travail. Aussi, il a pour objectif d'évaluer les formations, les dispositifs et politiques publiques mis en œuvre afin d'éclairer les décideurs et acteurs en formulant des avis et propositions dans le cadre de la relation formation-emploi.
Pour cela il travaille en partenariat avec 12 centres associés implantés dans des laboratoires de recherche universitaire ou du CNRS, lui permettant d'approfondir les analyses sur les dynamiques formation-travail-emploi et de développer des recherches.
Le Céreq produit plusieurs enquêtes statistiques :
- Enquête Génération - créée dans les années 1990 - qui étudie l'accès à l'emploi des jeunes sortis du système éducatif la même année, quel que soit le niveau ou le domaine de formation atteint, d'où la notion de « Génération ». Cette enquête bénéficie du label Statistique publique.
- Enquête EFE (Enquête Formation Employeur) - dont l'objectif est de fournir à Eurostat - en conformité avec le règlement européen - des indicateurs comparables en Europe et dans le temps sur le financement de la formation continue par les entreprises et les politiques de formation de celles-ci. Il s'agit d'une enquête d'intérêt général et de qualité statistique à caractère obligatoire. En avril 2024, une nouvelle vague de l'Enquête Formation Employeur - Annuelle (EFE-a) a été menée par le Céreq, conjointement avec la Dares et France compétences. De nouveau en avril 2025, une nouvelle édition de l'enquête est menée.
- Enquête DotaCPF - En novembre 2024, le Céreq mène une enquête à la demande de la Caisse des dépôts auprès des établissements ayant attribué une dotation volontaire entre 2020 et 2023 sur le Compte personnel de formation (CPF) de leurs salariés.
- Enquête ETOF (Enquête sur les Transformations de l'Offre de Formation) - conjointement avec la Dares pour rendre compte des effets de la loi de 2018 pour la liberté de choisir son avenir professionnel sur l’offre de formation continue. Des premiers résultats de cette enquête ont été mis en ligne en novembre 2024.

## Statut et organisation
Le décret no 85-634 du 25 juin 1985 confère une autonomie au Céreq en l'érigeant en établissement public distinct.
Après codification, le Céreq est régi par la partie réglementaire du code de l'éducation (livre III, titre Ier, chapitre 3, section 3), Articles R313-37 et suivants.
Le conseil d'administration comprend 38 membres : 
- sept représentants des ministères chargés de l'éducation, de l'enseignement supérieur, de la recherche, de l'industrie et de l'emploi ;
- six personnes représentant l'Association pour la formation professionnelle des adultes (AFPA), Pôle emploi, le Centre d'analyse stratégique, l'Office national d'information sur les enseignements et les professions (ONISEP), le comité de coordination des programmes régionaux d'apprentissage et de formation professionnelle continue et le Conservatoire national des arts et métiers (CNAM) ;
- treize représentants des employeurs et des salariés ;
- cinq personnalités qualifiés ;
- six représentants du personnel ;
- le président du conseil scientifique.

Le conseil d'administration élit son président. Il assure l'administration, notamment par le vote du budget, du compte financier et des mesures les plus importantes touchant au patrimoine. Il fixe aussi les objectifs généraux de l'organisme.
En 2025 : 
- La présidente du conseil d'administration est Stéphanie FILLION (Arrêté du 26 février 2025[9])

Le conseil scientifique comprend huit personnalités qualifiées dont un membre de la Conférence des présidents d'université et un représentant étranger, quatre représentants du personnel scientifique du Céreq et les deux directeurs de l'Institut national de la statistique et des études économiques et du Centre national de la recherche scientifique.
Il est consulté sur le programme des études et des recherches ainsi que sur les actions de valorisation et de diffusion de ses résultats. Il évalue également les travaux du centre.
En 2025 : 
- Le président du conseil scientifique est Thierry BERTHET (Arrêté du 26 février 2025[10])

## En régions et à l'étranger
Le Céreq s'appuie sur 12 centres associés implantés dans des laboratoires ou des unités de recherche.
- ART-DEV, Montpellier
- BETA, Strasbourg
- CRACS, Bordeaux
- CLERMA, Clermont-Ferrand
- CERTOP, Toulouse
- PACTE, Grenoble
- CREM, Rennes
- CLERSE, Lille
- ESO, Caen
- IREDU, Dijon
- DCS, Nantes
- LEST, Aix-en-Provence

Au niveau régional, le Céreq mène des travaux et participe à des groupes de travail en collaboration avec le réseau du CARIF-OREF (Centre animation ressources d'information sur la formation/ Observatoire régional emploi formation).
Au niveau international, il est partenaire de l'institut fédéral pour la formation professionnel en Allemagne (BIBB). Il collabore également avec l’Institut italien pour le développement de la formation professionnelle des travailleurs (IFSOL), l’Institut polonais de recherche en éducation (IBE), l’agence Erasmus +, le Centre international d’études pédagogiques (CIEP) et plusieurs centres de recherche adossés à des universités européennes dans le cadre de projets européens.

## Publications
Le Céreq publie les résultats des travaux, études et enquêtes produites dans l'établissement, dans des publications en accès libre et gratuit. Toutes les publications sont disponibles dans les archives ouvertes HAL.
- Céreq Bref (Une note dans un format court de 4 pages) : 16 numéros par an disponibles sur le site du Céreq, sur Cairn, sur Cafeyn et par abonnement numérique
- Céreq Echanges (Actes de colloques, communications scientifiques de groupes d'exploitation d'enquêtes,...) : disponibles sur le site du Céreq et sur OpenEdition
- Céreq Essentiels (Ouvrages autour d'une thématique définie) : disponibles sur le site du Céreq, sur OpenEdition et sur Cairn.
- Formation Emploi (Revue française de sciences sociales) : disponibles sur OpenEdition et Cairn. Elle a été créée à l'initiative du Centre d'études et de recherche sur les qualifications (Céreq) qui lui fournit les moyens éditoriaux.

Ces contenus sont publiés sous licence creative CC-BY-ND.